# Ilegalni pubertetniki
Ilegalni pubertetniki je kompilacijski album mariborske novovalovske skupine Lačni Franz, izdan pri založbi Helidon leta 1991 v obliki CD-ja. Ime albuma je vzeto iz besedila pesmi "Adijo pamet": »Ilegalni pubertetnik v družbi dveh deklet / za menoj potrebni junci / adijo Zemlja, naš planet.«

## Seznam pesmi
| Št. | Naslov                       | Pisec                          | Izvirna izdaja                 | Dolžina |
| --- | ---------------------------- | ------------------------------ | ------------------------------ | ------- |
| 1.  | „Paloma‟                     | Zoran Predin                   | Ikebana (1981)                 | 3:16    |
| 2.  | „Vaterpolisti‟               | Predin                         | Adijo pamet (1982)             | 3:41    |
| 3.  | „Adijo, pamet‟               | Predin                         | Adijo pamet (1982)             | 1:51    |
| 4.  | „Ne mi dihat za ovratnik‟    | Predin                         | Ne mi dihat za ovratnik (1983) | 3:19    |
| 5.  | „Naša Lidija je pri vojakih‟ | Predin                         | Slišiš, školjka poje ti (1984) | 4:12    |
| 6.  | „Zvonovi temne vode‟         | Predin, Oto Rimele             | Slon med porcelanom (1984)     | 5:02    |
| 7.  | „Kandidati za čestitke‟      | Predin, Zoran Stjepanovič      | Na svoji strani (1986)         | 3:06    |
| 8.  | „Na svoji strani‟            | Predin, Rimele                 | Na svoji strani (1986)         | 4:21    |
| 9.  | „Zdravljica‟                 | France Prešeren, Stanko Premrl | Sirene tulijo (1987)           | 3:15    |
| 10. | „Mravljinčarji in čeladarji‟ | Predin, Stjepanovič            | Sirene tulijo (1987)           | 3:30    |
| 11. | „TAM bi rad bil pokopan‟     | Predin                         | Tiha voda (1989)               | 4:06    |
| 12. | „Varovalke padajo‟           | Predin, Milan Prislan          | Tiha voda (1989)               | 4:17    |
| 13. | „Srečno, Kekec‟              | Predin                         | Tiha voda (1989)               | 4:09    |
| 14. | „Gremo v nebesa‟             | Predin, Prislan                | Tiha voda (1989)               | 4:16    |

## Zasedba
| Lačni Franz - Zoran Predin — vokal - Mirko Kosi — klaviature - Oto Rimele — električna kitara (1–8) - Milan Prislan — električna kitara (9–14) - Damjan Likavec — bobni (1–3) - Andrej Pintarič — bobni (4–14) - Zoran Stjepanovič — bas kitara (vse razen 4) - Sašo Stojanovič — bas kitara (4) | Ostali - Boris Cavazza — spremljevalni vokal (9) - Drago Mislej – Mef — spremljevalni vokal (9) - Peter Lovšin — spremljevalni vokal (9) - Jani Kovačič — spremljevalni vokal (9) - Vlado Kreslin — spremljevalni vokal (9) - Boris Bele — produkcija (1–6) |